# Кострова, Анна Александровна
Анна Александровна Кострова (урождённая Лукьянова) (22 ноября 1909, д. Белосток, Акмолинская область, Российская империя — 7 июля 1994, Санкт-Петербург, Российская Федерация) — советская художница, живописец, график, книжный иллюстратор, член Ленинградской организации Союза художников РСФСР.

## Биография
Родилась 22 ноября 1909 года в деревне Белосток Омской губернии.
В 1925 году поступила в Омский художественно-промышленный техникум. Занималась у В. Трофимова и С. Фельдмана.
После окончания техникума в 1930 году приезжает в Ленинград. Работает в комбинате наглядной агитации и пропаганды при Ленсовете. Одновременно посещает художественные студии при Горкоме Изо и Центральном Доме работников искусств. Была знакома с М. В. Матюшиным и К. С. Малевичем, написала о нём воспоминания.
В 1933 − 1936 годах вместе с художниками Е. Чарушиным, В. Курдовым, Ю. Васнецовым, А. Ведерниковым работала в молодёжной группе Экспериментальной литографской мастерской при Ленинградском Союзе советских художников под руководством Г. Верейского, Н. Тырсы и Н. Лапшина.
С 1934 года участвовала в выставках. Писала портреты, пейзажи, натюрморты, натурные этюды, иллюстрировала книги. Работала в технике масляной живописи, акварели, карандашного рисунка, литографии и линогравюры.
В 1930-е годы вместе с мужем художником Николаем Костровым совершила творческие поездки на Белое и Баренцево моря, в Крым, Новгород, на Украину.
В 1940 году Анну Кострову принимают в члены Ленинградского Союза советских художников.
В 1950—1970 годы иллюстрировала детские книги для крупнейших издательств Москвы и Ленинграда. Вместе с Николаем Костровым она совершила творческие поездки в Армению, Норвегию, по старинным городам Вологодской и Владимиро-Суздальской земли, круиз по Дунаю. Работала в домах творчества художников «Челюскинская», «Горячий Ключ», «Седнев», на Сенеже. Впечатления от этих поездок послужили материалом для многочисленных графических и живописных работ.
Персональные выставки состоялись в Ленинграде (1973, 1977, 1979), и в Москве (1974, 1983).
Скончалась 7 июля 1994 года в Санкт-Петербурге на восемьдесят пятом году жизни.

## Коллекции
Произведения А. А. Костровой находятся в музеях и частных собраниях в России, Германии, Финляндии и других странах.
- Государственный Русский музей.
- Государственное музейное объединение «Художественная культура Русского Севера» (Архангельск).

## Выставки
- 1951 год (Ленинград): Выставка произведений ленинградских художников
- 1953 год (Ленинград): Весенняя выставка произведений ленинградских художников
- 1955 год (Ленинград): Весенняя выставка произведений ленинградских художников
- 1956 год (Ленинград): Осенняя выставка произведений ленинградских художников
- 1957 год (Ленинград): 1917 — 1957. Выставка произведений ленинградских художников
- 1958 год (Ленинград): Осенняя выставка произведений ленинградских художников
- 1960 год (Ленинград): Выставка произведений ленинградских художников 1960 года
- 1960 год (Ленинград): Выставка произведений ленинградских художников
- 1964 год (Ленинград): Ленинград. Зональная выставка
- 1968 год (Ленинград): Осенняя выставка произведений ленинградских художников
- 1972 год (Ленинград): Наш современник. Вторая выставка произведений ленинградских художников
- 1972 год (Ленинград): По Родной стране. Выставка произведений ленинградских художников
- 1975 год (Ленинград): Выставка произведений художников-женщин Ленинграда
- 1975 год (Ленинград): Наш современник. Зональная выставка произведений ленинградских художников
- 1975 год (Москва): Советская Россия. Пятая республиканская выставка
- 1976 год (Ленинград): Портрет современника. Пятая выставка произведений ленинградских художников 1976 года
- 1976 год (Москва): Изобразительное искусство Ленинграда
- 1977 год (Ленинград): Выставка произведений ленинградских художников, посвящённая 60-летию Великого Октября
- 1978 год (Ленинград): Осенняя выставка произведений ленинградских художников
- 1984 год (Ленинград): Подвигу Ленинграда посвящается. Выставка произведений ленинградских художников, посвящённая 40-летию полного освобождения Ленинграда от вражеской блокады
- 1997 год (Санкт-Петербург): Связь времён. 1932—1997. Художники — члены Санкт-Петербургского Союза художников России